# Extraction (film, 2015)
Pour les articles homonymes, voir Extraction.
Pour plus de détails, voir Fiche technique et Distribution.
Extraction est un film américain réalisé par Steven C. Miller et sorti en 2015.

## Synopsis
Leonard Turner, un ancien agent de la CIA (Bruce Willis) est enlevé, alors son fils Harry (Kellan Lutz) lance sa propre opération de sauvetage…

## Fiche technique
Sauf indication contraire, les informations mentionnées dans cette section peuvent être confirmées par la base de données cinématographiques IMDb,  présente dans la section « Liens externes ».
- Titre original : Extraction
- Titre français et québécois : Extraction
- Réalisation : Steven C. Miller
- Scénario : Max Adams, Umair Aleem
- Direction artistique : Michelle Jones
- Décors : Nate Jones
- Costumes : Bonnie Stauch
- Photographie : Brandon Cox
- Son :
- Montage : Vincent Tabaillon
- Musique : Ryan Dodson
- Production : 
  - Production déléguée :
- Société de production : Twirly Films Limited, Aperture Entertainment, Emmett/Furla Films, Highland Film Group, Oasis Films (coproductions)
- Société de distribution : Lionsgate
- Pays d'origine : États-Unis
- Langue originale : anglais
- Format : couleur
- Genre : Action, Thriller
- Durée : 83 minutes
- Dates de sortie : 
  -  États-Unis : 18 décembre 2015
  -  France : 16 mars 2017 en VOD

## Distribution
- Bruce Willis (VF : Patrick Poivey ; VQ : Jean-Luc Montminy) : Leonard Turner
- Kellan Lutz (VF : Stéphane Pouplard ; VQ : Pierre-Yves Cardinal) : Harry Turner
- Gina Carano (VF : Marjorie Frantz ; VQ : Catherine Hamann) : Victoria
- D. B. Sweeney : Ken Robertson
- Joshua Mikel (VF : Jérémy Prévost) : Drake
- Steve Coulter (VF : Emmanuel Jacomy ; VQ : François Trudel) : Theodore Sitterson
- Dan Bilzerian : Higgins
- Heather Johansen : Agent Stevens
- Roman Mitichyan : Dmitri Kovrov
- Christopher Rob Bowen : Agent Nick Purvis
- Rob Steinberg (VF : Jérôme Keen) : Ivan
- Lydia Hull (VF : Olivia Luccioni) : Kris
- Tyler Jon Olson (VF : Fabrice Lelyon) : Darryl
- Nick Loeb (VF : Thibaut Belfodil) : Vinn
- Sierra Love : Sally
- Nathan Varnson : Harry (jeune)
- Richie Chance : John
- John Dauer : Scott
- Nicole Victoria Gomez : Mandi
- Jeffery Patterson : Jack
- Jillian Sheen : Jessica Bar Tender
- Summer Altice : Denise
- Jenna B. Kelly : Tricia
- Martin Blencowe : Frank

 Source et légende : version française (VF) sur RS Doublage ; version québécoise (VQ) sur Doublage.qc.ca